# 구례잔수농악
구례잔수농악(求禮潺水農樂)은 지역분류상 호남좌도농악에 속하는 농악으로, 2010년 10월 21일 국가무형문화재 제11-6호로 지정되었다. 구례군 구례읍 신월리 신촌마을에서 전승되는 농악으로 구례잔수농악을 제외한 다섯 개의 농악은 보유자가 있는 보존회이나 구례잔수농악은 보유자가 없는 보존회라는 점이 특징적이다.

## 개요
구례잔수농악은 구례군 구례읍 신월리 신촌마을에서 전승되는 농악으로 호남 좌도농악의 성격과 특징을 갖고 있다. 이 농악은 기본적으로 당산제만굿, 마당밟이, 판굿으로 구성되어 마을굿으로서의 전통을 잘 간직하고 있다. 당산제만굿은 매년 정월 초사흗날 농악대가 오전 10시부터 마을의 당산을 돌면서 제만굿을 하는 형태로 이루어져 있다. 이 굿을 마친 후에 농악대는 마을의 각 가정집을 다니면서 액을 물리치기위한 마당밟이를 하며 이것이 끝난 후에 전 마을 사람들이 동참하는 판굿으로 이어진다.
구례잔수농악은 전문적인 농악집단에 의해서 전승되는 것이 아니고 마을 사람들을 중심으로 운영되는 마을 농악이다. 잔수농악은 과거 구례는 물론 인접한 순천 남원 일대까지 그 명성이 알려질 정도로 유명했다. 과거 농악의운영과 관련된 문서도 전하고 있는데 1954년부터 작성된 「농악위친계칙(農樂爲親契則)」과 「농악위친계 계재수지부(農樂爲親契 契財收支簿)」가 그것으로 그 동안의 농악 관련 계칙과 재정 상태를 기록한 문서이다.

## 음악적 특징
구례잔수농악은 마을 주민들이 세시절기를 맞아 의례를 연행하는 세시(歲時)농악이자 마을농악이다. 이런 특성은 전문가들의 걸립농악에서 비롯된 여느 농악과는 달리 의식성과 향토성을 중요시하는 특징을 보인다. 그러므로 구례잔수농악의 특징은 마을농악으로서의 소박함과 세시농악으로서의 의례성으로 드러난다. 구례잔수농악은 호남좌도농악의 보편적인 음악적 특징을 갖는 동시에 두둥갱이, 도리뱅뱅, 지지깽이 등 구례잔수농악만의 독특한 가락을 갖는 특징이 있다. 즉, 호남좌도농악의 보편성과 구례잔수농악만의 독특함이 결합된 특별한 음악적 특징을 갖는다. 또한 일채부터 시작하여 십이채까지의 채굿 가락이 온전하게 전승되고 있고, 질굿, 외마치, 영산다드래기, 허허굿, 노래굿, 덕석몰이 등의 가락이 어우러지는 점이 호남 마을굿의 전형적인 모습을 간직한 것이다.

## 문화적 의미
구례잔수농악은 농악 자체에 그치는 것이 아니라 마을을 이끌어 가는 중심축으로서의 역할을 해왔다는 점에서 그 문화적 가치가 두드러진다고 볼 수 있다. 특히 마을민들의 경우, 농악에 대한 대단한 자부심을 가지고 있으며, 또 애정과 긍지를 함께 느끼고 있다는 사실도 마을의 문화 창달에 상당한 기여를 해온 것으로 보인다.

## 전승현황
구례잔수농악은 상쇠 서학현, 종쇠 김영환, 수벅구 김재일 등을 중심으로 전승되었다. 현재 구례잔수농악은 보존회로 구성되어 있고 구성원은 50명 안팎으로 2011년도 구례잔수농악에 참여한 보존회원은 회장 김대진(김용현)을 비롯하여 총무 이현호, 이사 김봉진과 심서구 등 47명 정도이다.

## 참고 문헌
나경수, 이용식, 최숙경, 구례잔수농악, 민속원, 2011.